# Парнево (Смоленская область)
Парнево — деревня в Демидовском районе Смоленской области России. Входит в состав Слободского сельского поселения. Население — 6 жителей (2007 год). 
Расположена в северо-западной части области в 37 км к северо-востоку от Демидова, в 38 км западнее автодороги Р133 Смоленск — Невель, на берегу реки Ельша. В 80 км южнее деревни расположена железнодорожная станция О.п. 430-й км на линии Москва — Минск. 

## История
В годы Великой Отечественной войны деревня была оккупирована гитлеровскими войсками в июле 1941 года, освобождена в сентябре 1943 года.